# Crossotonotus ceramensis
Crossotonotus ceramensis is een krabbensoort uit de familie van de Crossotonotidae. De wetenschappelijke naam van de soort is voor het eerst geldig gepubliceerd in 1981 door Moosa & Serène.